# Chathura Maduranga Weerasinghe
Chathura Maduranga Weerasinghe, auch in der Kurzform als Chathura Maduranga bezeichnet, (* 28. Januar 1981) ist ein sri-lankischer Fußballspieler.

## Verein
Nachdem er zuvor bei Saunders SC, auf den Malediven bei Club Valencia jeweils in den Jahren 2002 und 2003 sowie in der Spielzeit 2004/05 bei Blue Star Kalutara spielte, wechselte er 2005 zu Ratnam SC.

## Nationalmannschaft
Er ist zudem Mitglied der sri-lankischen Fußballnationalmannschaft und gehörte zur zweitplatzierten Auswahl seines Heimatlandes beim AFC Challenge Cup 2006. Bislang sind für ihn im Zeitraum 2001 bis 2009 45 Länderspiele verzeichnet, in denen er insgesamt sechs Treffer erzielte.